# Rødovre (općina)
Rødovre je općina u danskoj regiji Hovedstaden.

## Zemljopis
Općina se nalazi u istočnom dijelu otoka Zelanda, te je prigradska općina glavnog grada Danske Kopenhagen, prositire se na 12,12 km2.

## Stanovništvo
Prema podacima o broju stanovnika iz 2010. godine općina je imala 36.228 stanovnika, dok je prosječna gustoća naseljenosti 	2.989,11 stan/km2. Središte općine je u gradu Rødovreu.

## Vanjske poveznice
- Službena stranica općine